# دانش ساختمان

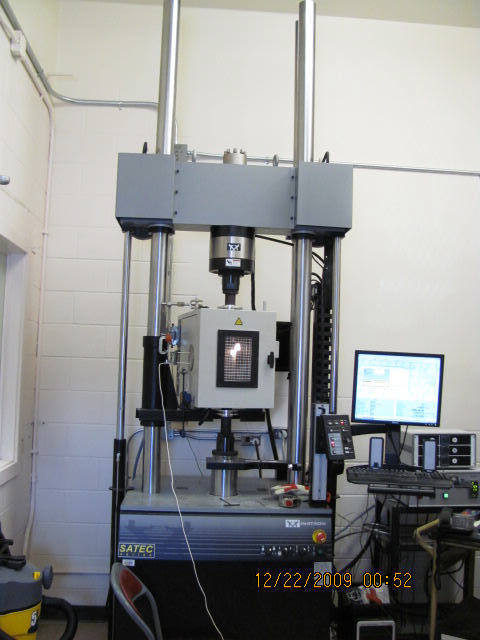
نمایی از کوره‌ای کوچک با قابلیت دمای ۶۰۰ درجه سانتیگراد و اعمال بار استاتیکی، برای آزمایش مصالح ساختمانی

دانش ساختمان (انگلیسی: Building science) مجموعه‌ای از دانش علمی است که بر تحلیل پدیده‌های فیزیکی مرتبط با ساختمان‌ها متمرکز می‌باشد. فیزیک ساختمان، دانش معماری و فیزیک کاربردی، حوزه‌هایی هستند که دانش ساختمان با آنها همپوشانی دارد.
دانش ساختمان به‌طور سنتی از بخش‌های مطالعات محیط حرارتی داخلی و فضای داخلی، معماری آکوستیک، کیفیت هوای داخل ساختمان، منابع و مصالح ساختمانی مورد استفاده، تشکیل می‌شود. این بخش‌ها اغلب با هدف تطابق قوانین فیزیکی، رعایت بهداشت و سلامت ساکنین، آسایش حرارتی و بهره‌وری سیستم‌های الکتریکی، مکانیکی و تهویه مطبوع، مورد مطالعه قرار می‌گیرد. مؤسسه ملی دانش ساختمان (به‌اختصار: NIBS) علاوه بر این، بخش‌هایی چون مدل‌سازی اطلاعات ساختمان، راه‌اندازی ساختمان، مهندسی ایمنی و تحلیل لرزه‌ای را نیز در محدوده دانش ساختمان معرفی می‌نماید.